# Pieńsk

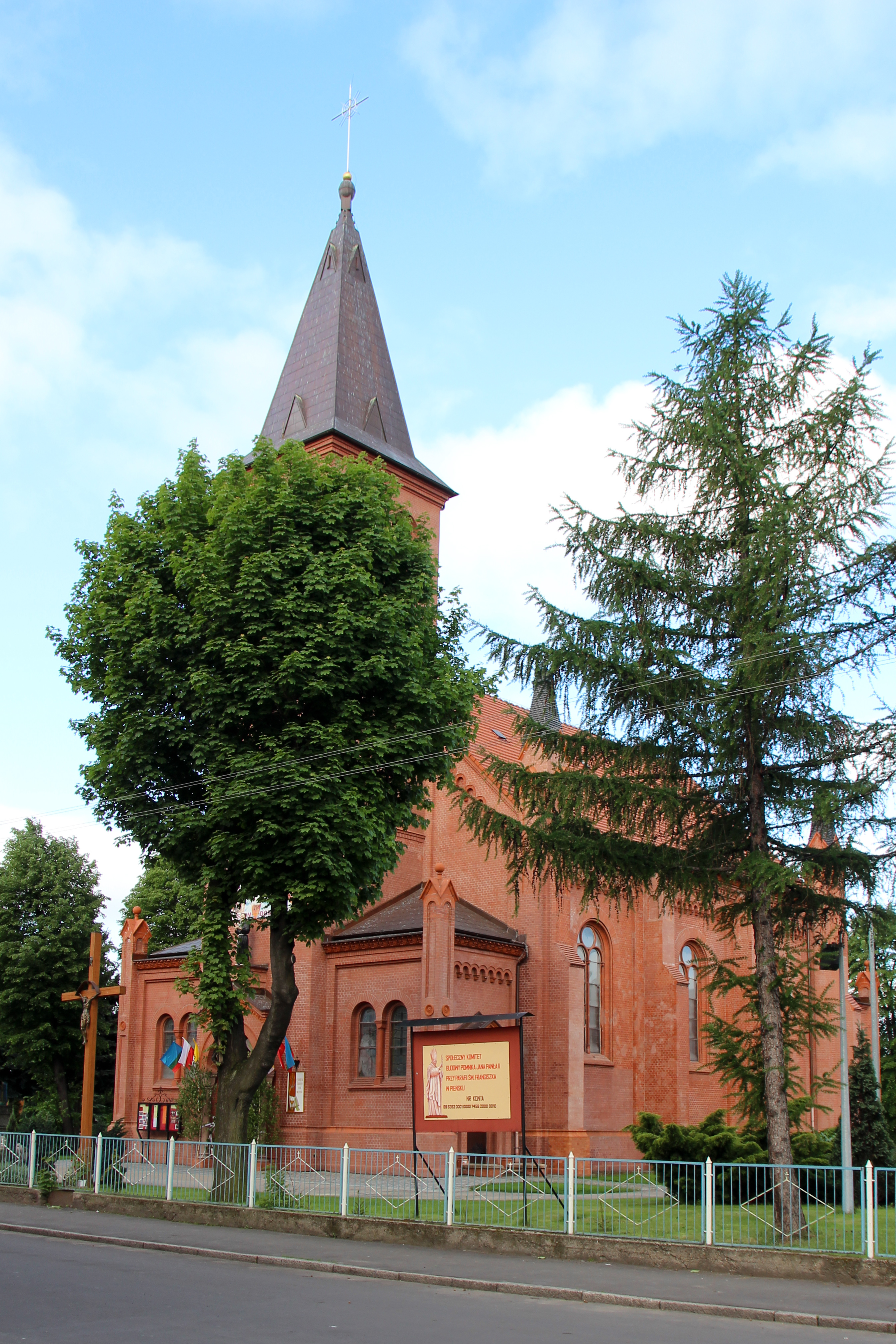
Kirche des Hl. Franz von Assisi

Pieńsk ['pʲɛɲsk] (deutsch Penzig, obersorbisch Pjeńsk) ist eine Stadt mit etwa 6000 Einwohnern im Südwesten Polens. Sie liegt dreizehn Kilometer nördlich von Görlitz östlich  der Lausitzer Neiße und gehört dem Powiat Zgorzelecki in der Woiwodschaft Niederschlesien an. Die Stadt ist Mitglied der Euroregion Neiße und bildet mit den umliegenden Ortschaften eine Stadt-und-Land-Gemeinde, die Gmina Pieńsk.

## Geschichte
Der Ort Penzig war im Mittelalter Sitz einer bedeutenden Grundherrschaft in der Oberlausitz. Die Herren von Penzig, die sich 1241 erstmals nachweisen lassen, verfügten über umfangreichen Grundbesitz und Ortschaften beiderseits der Neiße. Wegen der ausgiebigen Raseneisenerzlager in der Penziger Heide wurden in Penzig mehrere Eisenhämmer errichtet und das Dorf wurde Wohnsiedlung für die Hammerarbeiter. Im Jahre 1329 wurden den Herren von Penzig wesentliche Privilegien für das gesamte Gebiet der Görlitzer Heide zwischen der Neiße und dem Queis übertragen. Im Jahre 1390 gelangte die Herrschaft Muskau in ihren Besitz. 1395 wurde das Waldgebiet zwischen Neiße und Kleiner Tschirne als Penziger Heide Teil der Herrschaft Penzig.
Im Laufe des 15. Jahrhunderts wurde das Herrschaftsgebiet innerhalb der Familie in zahlreiche kleine Güter aufgespaltet und verlor jegliche Bedeutung. 1491/92 erwarb die Stadt Görlitz die Penziger Heide, die sie 1499 mit dem aus landesherrschaftlichem Besitz erkauften Waldgebiet zwischen Großer und Kleiner Tschirne zur Görlitzer Kommunalheide vereinte. Abgesehen von einem kurzzeitigen Eigentumsverlust infolge des Pönfalles verblieb dieses 279 km² große Waldgebiet bis 1945 im Besitz der Stadt Görlitz. Um die Zugehörigkeit Penzigs zur Stadt zu verdeutlichen und eine erneute Nutzung als Adelssitz zu unterbinden, ließ der Görlitzer Rat das Schloss Penzig abreißen.
Seit der Mitte des 16. Jahrhunderts sank die Bedeutung von Penzig. Die Konkurrenz der Eisenhütten um Sprottau wuchs, und die neuen und modernen Hüttenwerke, wie beispielsweise an der Malapane in Oberschlesien, führten zur Stilllegung der Hämmer.
Im Dreißigjährigen Krieg erfolgte der Übergang Penzigs (mit der gesamten Lausitz) von böhmischer in sächsische Landesherrschaft. Nach 1800 sank Penzig in seiner Bedeutung deutlich hinter Rothwasser zurück, das als Zentrum des Vieh- und Pferdehandels zeitweise zum größten Ort der Heide geworden war. Bei der Teilung der Oberlausitz kam Penzig zum Königreich Preußen und war von 1816 bis 1945 Teil des Landkreises Görlitz.
Nach 1850 führte die Entdeckung großer Lagerstätten von Braunkohle in der Görlitzer Heide zur Entwicklung von Penzig als Industriestandort. Die 1847 eingeweihte Bahnstrecke Kohlfurt–Görlitz bot neben dem Bezug von Kohle als Brennstoff ideale Voraussetzungen für den Aufbau einer Glasfabrikation in der sandreichen Gegend (Firma Peill & Putzler).
Die Wasserkraft der Neiße wurde bis 1945 durch eine große Getreidemühle („Schreibermühle“, auch „Untermühle“ zur Unterscheidung von der ebenfalls im Besitz der Familie befindlichen „Obermühle“ in Görlitz) und schließlich auch durch ein Turbinenkraftwerk genutzt, das der Eigentümer der Mühle, Wilhelm Schreiber, in den 1920er Jahren errichtete. Das Kraftwerk belieferte Görlitz bis zum Ende des Zweiten Weltkriegs, wurde danach aber demontiert und als Kriegsbeute in die Sowjetunion gebracht. Heute steht ein kleines Turbinenhaus an der Stelle der einstigen Mühle.
Während der Kämpfe am Ende des Zweiten Weltkriegs wurde Penzig stark zerstört. Nach Kriegsende kam der Ort auf Grund des Potsdamer Abkommens an Polen, und die deutschen Bewohner wurden vertrieben. Die Glashütte des bekannten Glaskünstlers Richard Süßmuth fand im nordhessischen Immenhausen eine neue Heimat.
Drei der zerstörten Glashütten wurden wiederaufgebaut, und es entstanden speziell auf die Glasindustrie orientierte Maschinenbau- und Anlagenbau-Unternehmen, so dass Pieńsk zu einem der bedeutendsten Standorte der Glasproduktion Polens wurde.
Der Ort, der seit 1954 bereits eine stadtartige Siedlung war, erhielt 1962 volle Stadtrechte.

## Bevölkerungsentwicklung
| Jahr | Einwohner |
| ---- | --------- |
| 1825 | 630       |
| 1860 | 988       |
| 1905 | 6368      |
| 1939 | 7305      |
| 1961 | 4900      |
| 1970 | 5302      |
| 1995 | 6232      |
| 2005 | 5925      |

## Partnerschaften
Die Stadt Pieńsk unterhält mit der 15 Kilometer entfernten deutschen Kleinstadt Rothenburg/O.L. eine Partnerschaft. Mit der angrenzenden Gemeinde Neißeaue unterhält die Gmina Pieńsk eine Partnerschaft.
Im Oktober 2008 wurde ein weiterer Partnerschaftsvertrag mit der Gemeinde Schleife bei Weißwasser unterzeichnet, nachdem bereits auf kultureller Ebene partnerschaftliche Beziehungen bestanden.

## Gmina
Die Stadt-und-Land-Gemeinde (gmina miejsko-wiejska) Pieńsk umfasst ein Gebiet von 110 km², auf dem etwa 9200 Menschen leben. Dazu gehören folgende Ortschaften:
- Bielawa Dolna (Nieder Bielau)
- Bielawa Górna (Ober Bielau)
- Dłużyna Dolna (Nieder Langenau)
- Dłużyna Górna (Ober Langenau)
- Lasów (Lissa)
- Pieńsk (Penzig)
- Stojanów (Nieder Penzighammer)
- Strzelno (Schützenhain)
- Żarka nad Nysą (Sercha, 1937–1945: Burgundenau)
- Żarki Średnie (Sohra, 1937–1945: Kesselbach N.S.)

Im nördlichsten Teil der Gemeinde liegt die Wüstung Tormersdorf.

## Persönlichkeiten

### Söhne und Töchter der Stadt
- Christoph Kotter (1585–1647), tschechischer Visionär während der Zeit des Dreißigjährigen Krieges
- Johann Gottfried Geißler (1726–1800), Pädagoge und Bibliothekar
- Wilhelm Winkler (1842–1927), Pädagoge, Autor und Förderer des Fremdenverkehrs im Riesengebirge[3]
- Minna Reichert (1869–1946), Frauenrechtlerin und Politikerin, geboren in Nieder Bielau
- Fritz Hirche (1893–1945), Kriminalpolizist, Mitwirkender an der Aktion T4 und der Aktion Reinhardt
- Artur Albrecht (1903–1952),  SS-Hauptsturmführer und Kriegsverbrecher
- Gerd Tacke (1906–1997), Vorstandsvorsitzender der Siemens AG
- Georg Rösler (1921–2001), Politiker (CDU), Mitglied des Landtags von Schleswig-Holstein
- Horst Schneider (1927–2018), Historiker
- Ernst Koch (* 1930 in Nieder Langenau), lutherischer Theologe
- Hans-Dieter Krüger (1930–2012), Journalist, Chefredakteur
- Norbert Baumert (1932–2019), Professor für Neutestamentliche Theologie an der Philosophisch-Theologischen Hochschule St. Georgen
- Manfred Glotz (1942–1965), Opfer an der innerdeutschen Grenze
- Hans-Werner Köblitz (* 1945), Politiker (Freie Wähler), Landrat des Landkreises Calw

### Weitere mit der Stadt in Verbindung stehende Personen
- Gottfried Schreiber (1918–2003), Veterinärmediziner, Präsident der Tierärztekammer Hessen, Kindheitsjahre in Penzig
- Richard Süßmuth (1900–1974), Glaskünstler, betrieb eine Glaskunstwerkstatt in Penzig